# Slumpen (Nederkalix socken, Norrbotten)
Slumpen är en sjö i Kalix kommun i Norrbotten och ingår i Sangisälven-Kalixälvens kustområde.